# 入
들입(들入)은 한자 부수의 하나. '(안에) 들다'라는 뜻을 가지고 있다. 한자의 제자원리를 뜻하는 육서 중의 지사자로서 사람이 머리를 숙이고 들어가는 모습을 본땄다. 한자능력검정시험의 급수에서 7급에 배정되어 있다.

## 入부
| 자획 | 글자   |
| ---- | ------ |
| 0    | 入     |
| 1 획 | 兦     |
| 2 획 | 內     |
| 3 획 | 㒰, 㒱 |
| 4 획 | 㒲, 全 |
| 5 획 | 㒳, 㒴 |
| 6 획 | 兩     |
| 7 획 | 兪     |

## 문헌
- Fazzioli, Edoardo. 《Chinese calligraphy : from pictograph to ideogram : the history of 214 essential Chinese/Japanese characters》. calligraphy by Rebecca Hon Ko. New York: Abbeville Press. ISBN 0-89659-774-1.
- Leyi Li: “Tracing the Roots of Chinese Characters: 500 Cases”. Beijing 1993, ISBN 978-7-5619-0204-2